# 拉瓦勒昂贝勒多讷
拉瓦勒昂贝勒多讷（法語：Laval-en-Belledonne，法語發音：[laval ɑ̃ bɛldɔn]；2020年之前名为拉瓦勒 (Laval)）是法国伊泽尔省的一个市镇，属于格勒诺布尔区。

## 地理
拉瓦勒昂贝勒多讷（45°15'11"N, 5°55'57"E）面积25.33 平方千米，位于法国奥弗涅-罗讷-阿尔卑斯大区伊泽尔省，该省份为法国东南部内陆省份，北起顺时针与安省、萨瓦省、上阿尔卑斯省、德龙省、阿尔代什省、卢瓦尔省和罗讷省。
与拉瓦勒昂贝勒多讷接壤的市镇（或旧市镇、城区）包括：弗罗日附近勒尚、维拉尔博诺、莱萨德雷、阿勒蒙、弗罗日、圣阿涅丝、上布雷达。

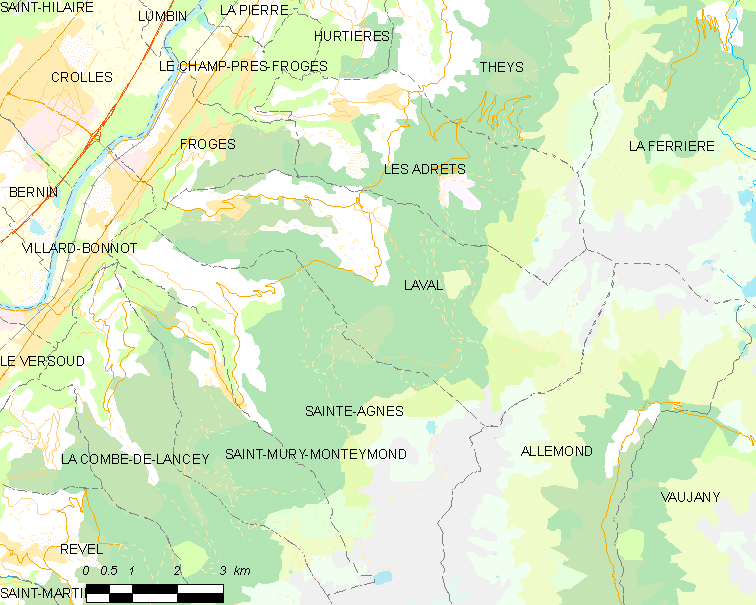
拉瓦勒昂贝勒多讷的OSM定位图

拉瓦勒昂贝勒多讷的时区为UTC+01:00、UTC+02:00（夏令时）。

## 行政
拉瓦勒昂贝勒多讷的邮政编码为38190，INSEE市镇编码为38206。

## 政治
拉瓦勒昂贝勒多讷所属的省级选区为中格雷西沃当县。

## 人口

1962-2008年间拉瓦勒昂贝勒多讷人口变化图示

拉瓦勒昂贝勒多讷于2022年1月1日时的人口数量为1009人。